# Jurij Michajlov
Jurij Matveevič Michajlov (in russo Юрий Матвеевич Михайлов?; trasl. angl.: Yury Matveyevich Mikhaylov ; Ulitino, 25 luglio 1930 – Tver', 15 luglio 2008) è stato un pattinatore di velocità su ghiaccio sovietico.

## Biografia

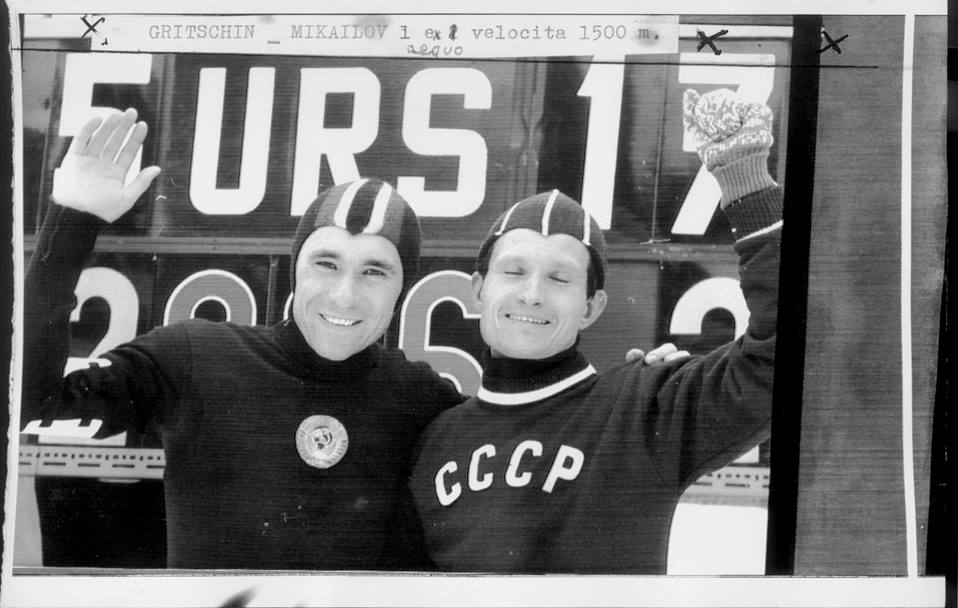
Evgenij Grišin e Jurij Michajlov dopo aver conquistato ex aequo il primato mondiale di pattinaggio di velocità sui 1.500 m.

Nato nel villaggio di Ulitino, nel distretto di Starickij dell'Oblast' di Tver', Jurij Michajlov si avvicinò da giovane al pugilato e nel 1949 divenne campione del distretto di Kalininskij. Ai campionati juniores del paese, vinse una medaglia di bronzo e sembrava che Michajlov avesse un bel futuro nella boxe. Oltre al pugilato in sé, a Michajlov piacevano molto anche gli esercizi che il suo allenatore gli faceva fare, che comprendevano elementi di atletica, corse in bicicletta, ginnastica e altro ancora. Ma poi il suo allenatore se ne andò e il nuovo allenatore di Michajlov lo costrinse a fare solo esercizi di boxe, facendogli perdere l'interesse per questo sport.
Michajlov decise allora di provare il pattinaggio, inizialmente solo per tenersi occupato facendo qualcosa che esercitasse i muscoli, ma ben presto si innamorò di questo sport fino a divenirne ossessionato e sognando di pattinare senza riuscire a trattenersi nemmeno un giorno. Tuttavia, nel 1951 dovette arruolarsi nell'esercito, dove si annoiava e gli mancava il pattinaggio, disegnando immagini di pattini nelle lettere che scriveva. Dopo la leva militare, Michajlov , ancora più ossessionato dal pattinaggio di prima, si allenò furiosamente e recuperò tutti gli allenamenti che aveva perso durante l'esercito. Cominciò presto a vincere medaglie ai campionati regionali, debuttando poi ai campionati sovietici assoluti nel 1954, pattinando solo sulla sua distanza preferita (1500 m), classificandosi al 4º posto. All'inizio del 1955, durante le gare sulla pista Medeo di Alma-Ata, arrivò secondo sui 1500 m dietro a Evgenij Grišin, che vinse i 1500 m con un nuovo tempo da record mondiale. Ai Campionati sovietici assoluti dello stesso anno, Michajlov si classificò al 6º posto, mentre arrivò secondo sui 1500 m dietro a Boris Šilkov.
L'anno migliore di Michajlov fu il 1956. Durante le gare a Davos, batté il record mondiale dei 1500 m di Grišin. Alle Olimpiadi invernali di Cortina d'Ampezzo 1956 sul Lago di Misurina ghiacciato, partecipò ai 500 m, ma cadde e non terminò la gara. Due giorni dopo fu la volta della sua distanza preferita, i 1500 m e - dieci giorni dopo che Michajlov era diventato il detentore del record mondiale dei 1500 m - guardò Grišin concludere i suoi 1500 m con il nuovo tempo record del mondo di 2:08.6. Nella coppia successiva, Michajlov eguagliò il tempo di Grišin e i due condivisero l'oro olimpico ex aequo. Più tardi, nello stesso anno, vinse l'argento ai campionati sovietici assoluti, arrivando primo sui 1500 m. Sebbene Michajlov sia rimasto attivo come pattinatore fino al 1961, non vinse più medaglie importanti.

## Palmarès

### Olimpiadi invernali
- Oro a Cortina d'Ampezzo 1956 nei 1500 metri.